# Aeolidia papillosa
Aeolidia papillosa (лат.) — вид брюхоногих моллюсков из семейства эолидид (Aeolidiidae) отряда голожаберных.

## Описание
Моллюск достигает длины до 12 см. Стройное тело моллюска покрыто более чем 200 маленькими, тёмно-серыми, коричневыми или розоватыми цератами. Ринофоры гладкие, немного короче чем ротовые щупальца. 

## Распространение
Вид обитает на скалистом грунте, а также у портовых стен и на водорослях в Атлантике, Ла-Манше, Северном море и западной части Балтийского моря.